# Raphaël Rouquier
Pour les articles homonymes, voir Rouquier.
Raphaël Alexis Marcel Rouquier est un mathématicien français et professeur de mathématiques à l'UCLA, né le 9 décembre 1969  à Étampes.

## Carrière
Rouquier étudie à l'École normale supérieure de 1988 à 1990 pour un DEA en mathématiques sous la direction de Michel Broué, où il poursuit jusqu'à son doctorat. Rouquier passe la seconde année de son doctorat à étudier à l'université de Cambridge sous la supervision de John Griggs Thompson.
En 1992, il intègre le CNRS où il termine son doctorat (1992) et obtient son habilitation (1998-1999). Il y devient directeur de recherche en 2003. De 2005 à 2006 il est professeur en théorie des représentations au département de mathématiques pures à l'université de Leeds avant de partir pour l'université d'Oxford en tant que titulaire de la chaire Waynflete Professor of Pure Mathematics.
En 2012, il est nommé professeur à l'université de Californie à Los Angeles (UCLA),.

## Distinctions et récompenses
Il reçoit le prix Whitehead en 2006 et le prix Adams en 2009 pour ses contributions à la théorie des représentations,.
En 2006 il est conférencier au Congrès international des mathématiciens de Madrid avec pour sujet Derived equivalences and finite dimensional algebras.
En 2008 il est lauréat du prix Élie-Cartan.
En 2012 il devient fellow de l'American Mathematical Society.
En 1999-2000, Emmanuel Grenier et lui sont titulaires des cours Peccot.